# فرودگاه ماری‌براوت (کوئینزلند)
فرودگاه ماری‌براوت (کوئینزلند) (به انگلیسی: Maryborough Airport (Queensland)) یک فرودگاه همگانی با کد یاتا MBH است که یک باند فرود چمن دارد و طول باند آن ۸۸۵ متر است. این فرودگاه در کشور استرالیا قرار دارد و در ارتفاع ۱۲ متری از سطح دریا واقع شده‌است.